# 창녕 성산산성
창녕 성산산성(昌寧 城山山城)은 대한민국 경상남도 창녕군 이방면에 있는 산성이다.
1983년 12월 20일 경상남도의 문화재자료 제86호 성산산성으로 지정되었다가, 2018년 12월 20일 현재의 명칭으로 변경되었다.

## 개요
낙동강을 앞에 두고 있는 작은 산성이다.
신라 진흥왕 23년(562)에 초계, 의령 방면의 왜적을 방어하기 위해 쌓았다고 전해지며, 임진왜란 때 곽재우 장군이 일으킨 의병이 이곳에서 왜군을 무찔렀다고도 한다.

## 참고 자료
- 창녕 성산산성 - 국가유산청 국가유산포털